# Noëlla Elpers
Noëlla Elpers (Koersel, 5 december 1959) is een Vlaams kinder-jeugdauteur. Ze schrijft zowel kinderboeken (bijna altijd geselecteerd voor de Vlaamse Kinder- en Jeugdjury) als adolescentenromans en publiceerde talrijke leesbevorderingsverhalen voor schoolbibliotheken waarin humor en ontroering samengaan. 
In 2007 was ze de laureaat van de Thea Beckmanprijs en in 2008 ontving ze de Boekenleeuw beste jeugdboek voor haar +12-roman Dolores! Het adolescentenboek, genomineerd voor De Gouden Uil, is een van haar boeken die genomineerd werd door de Kinder- en Jeugdjury Vlaanderen zoals ook het +9-boek 'James Hond en de elfenbank' (2018). In 2009 ontving ze voor  Dolores! eveneens de kleine Cervantesprijs van de stad Gent. In 2019 verscheen het Ensorverhaal 'James Hond en de zwarte vorst' voor +9 en kreeg ze voor haar oeuvre de Cultuurprijs van de stad Tessenderlo (waar ze opgroeide). Drie van haar jeugdboeken werden 'Boekentoppers' (uitg. Van In) voor de Vlaamse scholen.

Met haar partner Peter Holvoet-Hanssen richtte ze in 1993 'Het Kapersnest' op om liefde voor (jeugd)literatuur en (kunst)geschiedenis bij kinderen en jongeren aan te wakkeren. Samen wonen ze in het Begijnhof van Antwerpen.